# Homoserin
Homoserin ist eine nichtproteinogene, polare α-Aminosäure. Sie leitet sich vom Serin durch eine zusätzliche Methylengruppe in der Kohlenstoffkette ab.

## Isomerie
Homoserin besitzt ein stereogenes Zentrum und hat damit zwei Enantiomere, L-Homoserin [Synonym: (S)-Homoserin] und ihr Spiegelbild, D-Homoserin [Synonym: (R)-Homoserin]. Das Racemat DL-Homoserin [Synonym: (RS)-Homoserin] besteht zu gleichen Teilen aus L-Homoserin und D-Homoserin. Wenn in der wissenschaftlichen Literatur Homoserin ohne jeden weiteren Zusatz genannt wird, ist fast immer L-Homoserin gemeint.
| Isomere von Homoserin |                       |               |
| Name                  | L-Homoserin           | D-Homoserin   |
| Andere Namen          | (S)-Homoserin         | (R)-Homoserin |
| Strukturformel        |                       |               |
| CAS-Nummer            | 672-15-1              | 6027-21-0     |
| CAS-Nummer            | 1927-25-9 (unspez.)   |               |
| EG-Nummer             | 211-590-6             | 611-961-6     |
| EG-Nummer             | 217-661-8 (unspez.)   |               |
| ECHA-Infocard         | 100.010.538           | 100.111.579   |
| ECHA-Infocard         | 100.016.057 (unspez.) |               |
| PubChem               | 12647                 | 2724170       |
| PubChem               | 779 (unspez.)         |               |
| DrugBank              | DB04193               | −             |
| DrugBank              | – (unspez.)           |               |
| Wikidata              | Q418214               | Q27113921     |
| Wikidata              | Q27113920 (unspez.)   |               |

## Biochemie
L-Homoserin ist ein Zwischenprodukt beim biochemischen Abbau von L-Methionin.
L-Homoserin entsteht im Stoffwechsel auch mit L-Cystein aus L-Homocystein unter Thiolübertragung auf L-Serin unter Katalyse der Cystathionin-Synthase (1) und der Cystathionase (2).
Dabei bildet sich Cystathionin als temporäres Zwischenprodukt aus der Kondensation von L-Serin mit L-Homocystein unter Wasserabspaltung am Thiol- bzw. Hydroxy-Ende. Bei anschließender Hydrolyse entstehen durch Aufspaltung (2) wieder L-Cystein und L-Homoserin.
- Ausfall (1) ⇒ Homocysteinurie
- Ausfall (2) ⇒ Cystathionurie

L-Homoserin kann unter dem Einfluss von Homoserin-Desaminase Ammoniak abspalten und wird zum α-Ketobutyrat umgewandelt. Dieses kann zum α-Aminobutyrat transaminiert werden oder unter Gewinnung von NADH/H+ und Decarboxylierung sich mit CoA-SH zum Propionyl-CoA zusammenschließen.

## Herstellung
L-Homoserin wird bei der Evonik-Tochtergesellschaft Fermas in Slovenská Ľupča in der Slowakei großtechnisch fermentativ produziert. Die unnatürliche Aminosäure wird somit aus nachwachsenden Rohstoffen hergestellt.

## Verwendung
(S)-Homoserin ist ein Edukt für die Herstellung zahlreicher interessanter organisch-chemischer Zwischenprodukte, dazu zählen die folgenden Heterocyclen: (S)-3-Aminopyrrolidin, (S)-3-Aminobutyrolacton, (S)-3-Aminotetrahydrothiophen, (S)-3-Aminotetrahydrofuran und (S)-Azetidincarbonsäure.